# Губинский сельсовет (Виноградовский район)
Губинский сельсовет — упразднённая административно-территориальная единица, существовавшая на территории Московской губернии и Московской области до 1954 года.
Губинский сельсовет был образован в первые годы советской власти. По данным 1919 года он входил в состав Ашитковской волости Бронницкого уезда Московской губернии.
По данным 1926 года в состав сельсовета входил 1 населённый пункт — деревня Губино.
В 1929 году Губинский с/с был отнесён к Ашитковскому району Коломенского округа Московской области.
31 августа 1930 года Ашитковский район был переименован в Виноградовский.
17 июля 1939 года к Губинскому с/с был присоединён Ашитковский с/с (селение Ашитково).
15 февраля 1952 года селение Ашитково было передано из Губинского с/с в Щельпинский сельсовет.
14 июня 1954 года Губинский с/с был упразднён. При этом его территория была объединена с Щельпинским с/с в новый Ашитковский с/с.